# Zuzanna i starcy (obraz Rembrandta)
Zuzanna i starcy – dwa obrazy holenderskiego malarza Rembrandta Harmenszoona van Rijn datowane na 1636 i 1647 rok.

## Geneza obrazu
Temat obrazu został zaczerpnięty ze Starego Testamentu, z Księgi Daniela. Motyw opowiada o Zuzannie, pięknej żonie Joakima, i dwóch starcach – sędziach, którzy zakochali się w niej. Kiedy dziewczyna brała kąpiel, na brzegu pojawili się starcy. Postanowili ją zdobyć, lecz ich zaloty zostały odrzucone. Wówczas urażeni oskarżyli ją o cudzołóstwo. Za ten czyn groziło dziewczynie ukamienowanie. Na szczęście ujął się za nią młody prorok Daniel. Wykazał on ich nieprawość i kłamstwa za co zostali skazani na śmierć, a Zuzanna odzyskała cześć.

## Opis dzieła
Rembrandt dwukrotnie podchodził do motywu Zuzanny. Po raz pierwszy w 1636 roku namalował Zuzannę w kąpieli. Mistrz skupił się na postaci nagiej dziewczyny, wstydliwie zasłaniającej łono. Jej twarz nie wyraża przerażenia, a raczej zaskoczenie. Po lewej stronie widać mury miasta, po prawej Rembrandt namalował bujną zieleń. Tylko jeden szczegół widoczny na tle krzaków zdradza, iż nie jest to tylko przedstawienie młodej dziewczyny podczas toalety. Rembrandt namalował bowiem widoczną zza krzaków twarz jednego ze starców. Być może hałas wywołany przez mężczyzn spowodował, iż dziewczyna odruchowo zakryła swoje wdzięki.

## Proweniencja
Do 1758 roku obraz znajdował się w kolekcji P.J. Snijdersa z Antwerpii. 23 maja 1758 roku został sprzedany do kolekcji Fierensa. Po 1767 roku obraz znajdował się w zbiorach Govert van Slingelandt z Hagii. Przed 1 marca 1768 roku dzieło zostało sprzedane Wilhelmowi V Orańskiemu. W latach 1795–1815 obraz trafił do Musée Napoléon w Paryżu. W 1816 został sprzedany do Royal Picture Gallery Mauritshuis w Hadze. Dzieło jest sygnowane w prawym dolnym rogu: Rembr[ant f] / f 163[6]

## Druga wersja

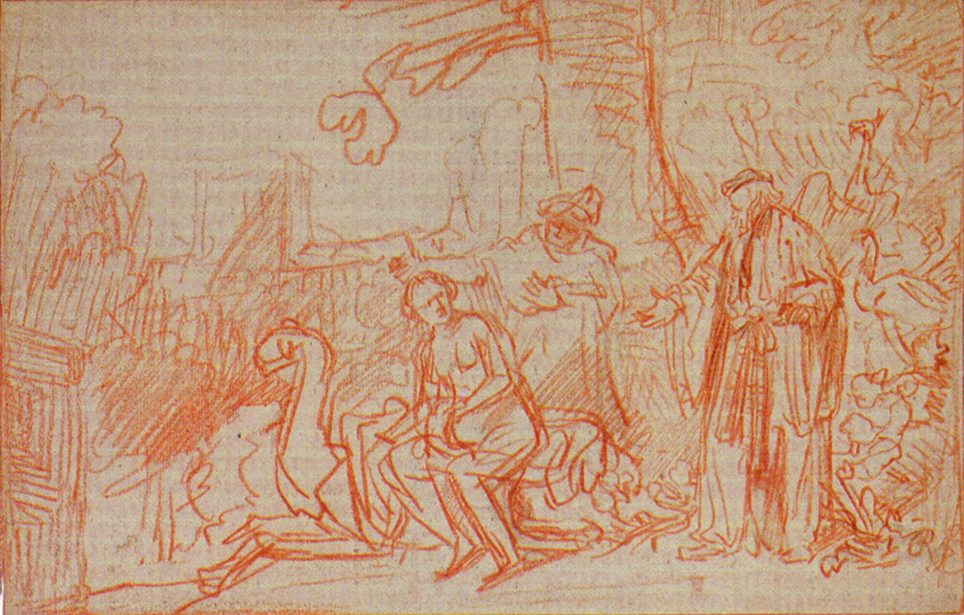
Odmowa Zuzanny
1634, 23,5 × 26,4 cm, Kupferstichkabinett

W 1647 roku Rembrandt ponowił próbę ukazania Zuzanny i kłamliwych sędziów. Tym razem podszedł do tematu z większym rozmachem. Zuzanna nadal ukazana w centrum obrazu przedstawiona została tu w towarzystwie bogato ubranych starców. Pracę nad tym obrazem Rembrandt rozpoczął już w drugiej połowie lat trzydziestych, zaraz po stworzeniu swojej pierwszej wersji. Do dziś znanych jest kilka szkiców przygotowawczych i akwafort.
Już w 1634 roku stworzył pierwszy projekt. Zuzanna była tu postacią centralną, wokół której rozmieścił pozostałe postacie oraz elementy architektoniczne: zamek w tle, sfinksa z którego tryska woda oraz drzewa i pawie. Dwaj starcy stoją po prawej stronie. Artysta przedstawił tu dialog pomiędzy postaciami – dialog szantażu. Jeden ze starców nich wabi dziewczynę palcem ku sobie, drugi kciukiem pokazuje zamek. Zuzanna rozumie słowa sędziów, ale jej zachowanie nie zdradza co postanowi. Szkic jest uderzająco podobny do obrazu nauczyciela Rembrandta, Pietera Lastmana Zuzanna i starcy z 1614 roku
W drugim szkicu Rembrandt skupił się wyłącznie na trzech postaciach. Nie ma już dialogu pomiędzy kobietą a starcami. Jeden ze starców zbliża się, jedną ręką wskazując na zamek, drugą łapie ją w pół. Zuzanna jest przestraszona. Pierwszą wersję można zatytułować Odmowa Zuzanny, drugą Zuzanna nękana przez starców.
Druga wersja została ukończona w 1647 roku. Rembrandt zastosował tu ograniczoną paletę barw: brąz, ochrę, czerwień. Zuzanna ma identyczną pozę jak na pierwszym obrazie. Dwaj starcy za jej plecami wychodzą z ukrycia. Jeden z nich, łapie ją za prześcieradło okrywające jej ciało. Coś szepcze do ucha dziewczyny. Drugi sędzia stoi z boku lubieżnie patrząc na odkrytą jasną skórę rozświetlaną padającym światłem. Zuzanna nie jest przestraszona, raczej zła. Ma złożone ręce do modlitwy, a jednocześnie patrzy na widza, oczekując od niego zgody lub podpowiedzi co począć w takiej sytuacji. Widz wchodzi w rolę podglądającego, w rolę sędziego.